# Ханмура Рьо
Рьо Ханму́ра (яп. 半村 良, Hanmura Ryō, 27 жовтня 1933 – 4 березня 2002) — японський письменник-фантаст, а також автор романів у жанрі фентезі та горрор.

## Біографія
Народився 27 жовтня 1933 року в місті Тацуно (Хьоґо). Проте Рьо Ханмура — це псевдонім письменника, а справжнє його ім'я Хейтаро Кійоно (清野 平太郎（きよの へいたろう）). 1975 року Хаммура був відзначений премією Наокі за роман Амаядорі. 1979 року за романом Ханмури було знато фільм Провал у часі.
Творчість Рьо Ханмури мала значний вплив на японську фантастику 1960-1970-х; письменникові, по суті, вдалося створити національний аналог європейського фентезі — «легендарна фантастика». У таких його романах, як «Кров каменю» (1971) та «Таємні записи гори Санрьо» (1973), дія розгортається в легендарні самурайські часи, тут багато містики, магії та традиційної синтоїстській філософії. У японській літературі Хаммура також був зачинателем жанру альтернативної історії (сага «Легенда про підозрілу зірку», 1975–1993).
1983 року Ханмура став першим лауреатом Літературної премії Іцумі Кіока за роман «Musubi no Yama Hiroku». 1988 року йому була  присуджена Велика премія японської наукової фантастики або Nihon SF Taisho Award.

## Вибрані твори

### Романи
- Ісі но кецумяку (石の血脈) Hayakawa shobou, 1971
- Ойоне хейкіті токі но ана юкі (およね平吉時穴道行) Hayakawa shobou, 1971
- Хіккакатта хару (ひっかかった春) Freberu-kan, 1972
- Ґунка но хібікі (軍靴の響き) Jitsugyou no Nippon-sha, 1972
- Мусубі но яма хіроку (産霊山秘録) Hayakawa shobou, 1973
- Оуґон денсецу (黄金伝説) Shouden-sha, 1973
- Ейю Денсецу (英雄伝説) Shouden-sha, 1973
- Акукан Йосай (亜空間要塞) Hayakawa shobou, 1974
- Ваґа фурусато ва йомі но куні (わがふるさとは黄泉の国) (contained Sengoku Jieitai) Hayakawa shobou, 1974
  - Сенґоку дзіейтай (戦国自衛隊)
- Йосейден (妖星伝) Kodansha, 1975–1995

## Переклади англійською
- «Cardboard Box»
  - The Best Japanese Science Fiction Stories, Dembner Books, 1989 / Barricade Books, 1997
  - Speculative Japan, Kurodahan Press, 2007[4]
- «Tansu» (The Best Japanese Science Fiction Stories, Dembner Books, 1989 / Barricade Books, 1997)